# 科洛尼亚桂尔教堂
科洛尼亚桂尔教堂（加泰罗尼亚语：Cripta de la Colònia Güell），又譯為科洛尼亞奎爾教堂、奎爾紡織村教堂，是一座由安东尼·高迪设计的教堂，并且未完成。为了供圣科洛马 - 德塞尔韦略的人们礼拜而设计。科洛尼亚桂尔是歐塞比·桂爾伯爵的心血，但由于资金问题，只有地下室完成建造。 .
2005年，科洛尼亚桂尔教堂被擴充入世界遺產安東尼·高迪的建築作品中。 

## 地下室
教堂的地下室部分於1908 年至1915年建造，是教堂中唯一完全完工的部分。由於位於山坡上，因此整體建築的結構都建在地下，故其外觀設計完全融入周圍的自然環境。地下室的外部有柱子，由許多磚塊製成，而其他柱子則由一塊堅固的石頭製成。而地下室屋頂則為幾何形狀，通過各種柱子的連接而進行變形。
由於該結構位於山坡上，同時地穴部分建在地下令室內非常昏暗，因此設有22個鉛彩色玻璃窗，可讓光從一些五顏六色的窗戶中進入。